# Enxara do Bispo, Gradil e Vila Franca do Rosário
Enxara do Bispo, Gradil e Vila Franca do Rosário (llamada oficialmente União das Freguesias de Enxara do Bispo, Gradil e Vila Franca do Rosário) es una freguesia portuguesa del municipio de Mafra, distrito de Lisboa.

## Historia
Fue creada el 28 de enero de 2013 en aplicación de una resolución de la Asamblea de la República de Portugal promulgada el 16 de enero de 2013 con la unión de las freguesias de Enxara do Bispo, Gradil y Vila Franca do Rosário, pasando su sede a estar situada en la antigua freguesia de Enxara do Bispo.

## Demografía
| Gráfica de evolución demográfica de Enxara do Bispo, Gradil e Vila Franca do Rosário entre 2011 y 2021 |
| |
| Datos según el nomenclátor publicado por el INE portugués.                                             |